# Printer Command Language

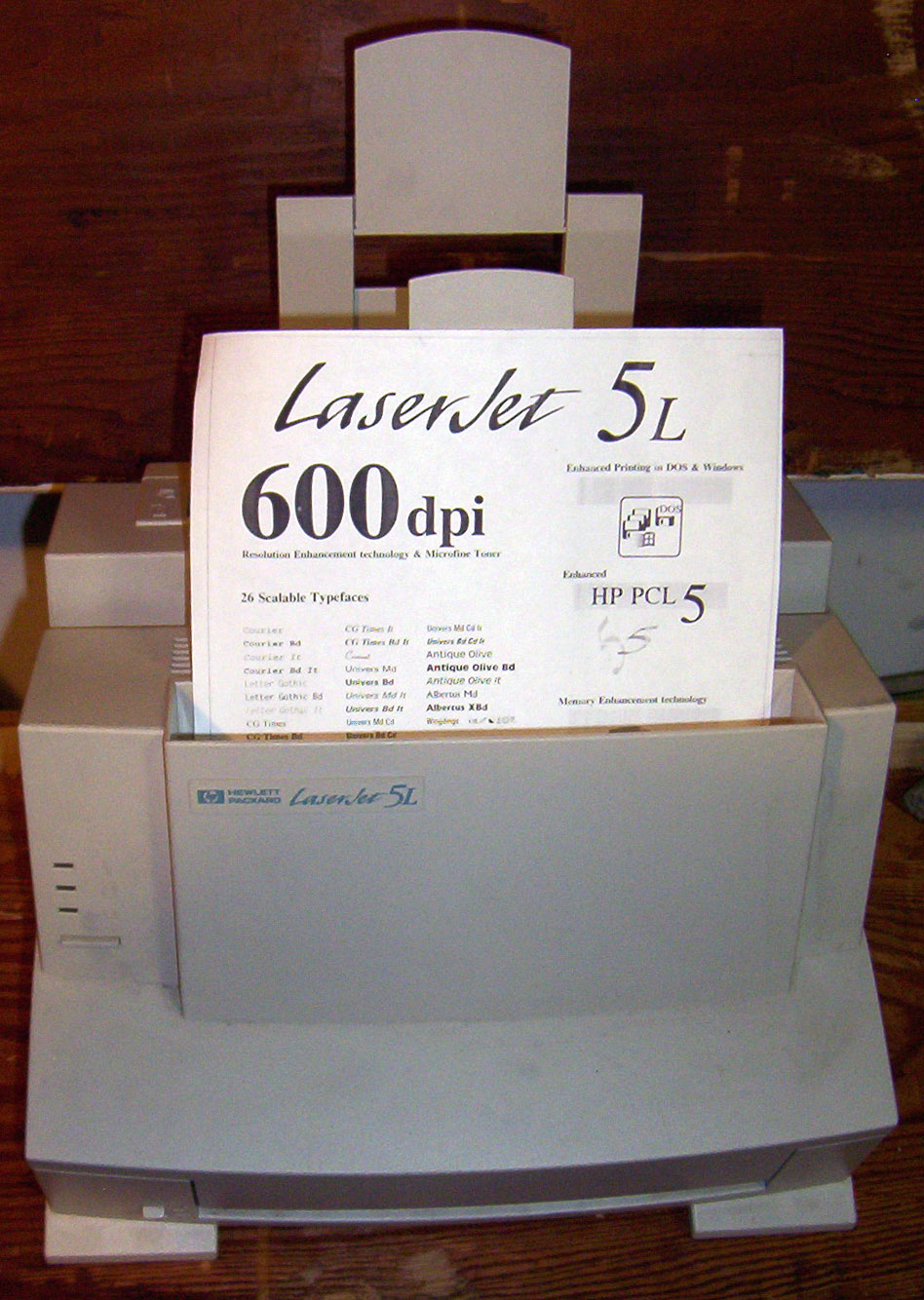
Laserová tiskárna LaserJet 5L, která stejně jako další tiskárny fy Hewlett-Packard (laserové LaserJet a inkoustové DeskJet) používá jazyk PCL

Printer Command Language někdy nesprávně i Printer Control Language (PCL) je jazyk tiskových příkazů tiskáren Hewlett-Packard (LaserJet, DeskJet); např. verze PCL5, PCL6.
PCL je poměrně nízkoúrovňový jazyk pro práci s textem a grafikou. Pro znakové sady používá formát Intellifont, nověji též TrueType.